# Givenchy-le-Noble
Givenchy-le-Noble é uma comuna francesa na região administrativa de Altos da França, no departamento de Pas-de-Calais. Estende-se por uma área de 2,52 km². Em 2010 a comuna tinha 153 habitantes (densidade: 60,7 hab./km²). Segundo os censos de 1999, com uma densidade de 57 hab/km².